# 夾克

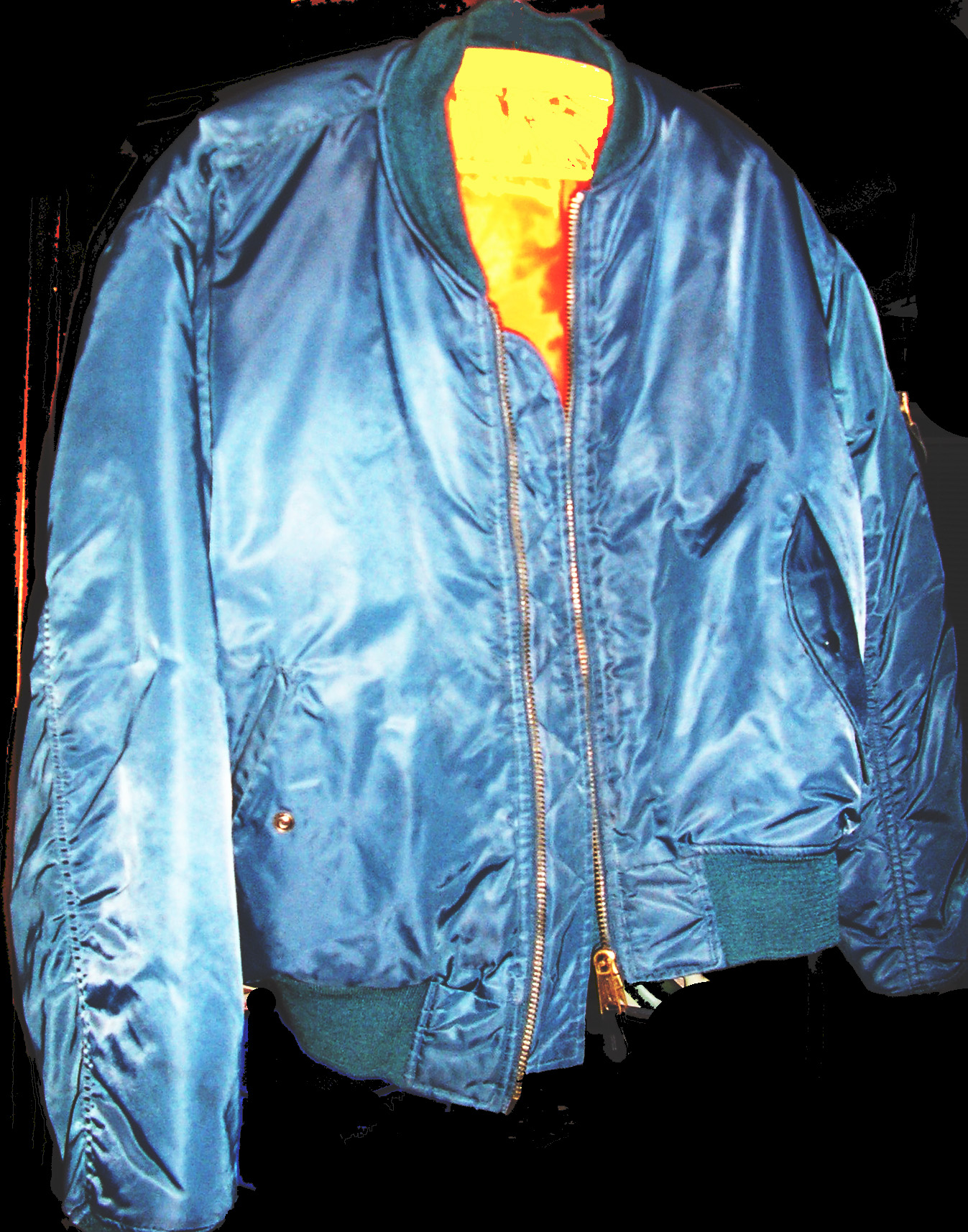

夾克（法語：Jaquette；英語：Jacket），又稱茄克，是一種長度至腰部或臀部的上半身衣著。夾克通常是長袖，而且多在前面扣合。相較同樣作為外衣穿著的大衣，它顯得更輕便、更合身，樣式也更為簡單。夾克一般作為家常服用，但也有一些是屬於高級時裝，或是特殊的防護用具。